# Von Sivers

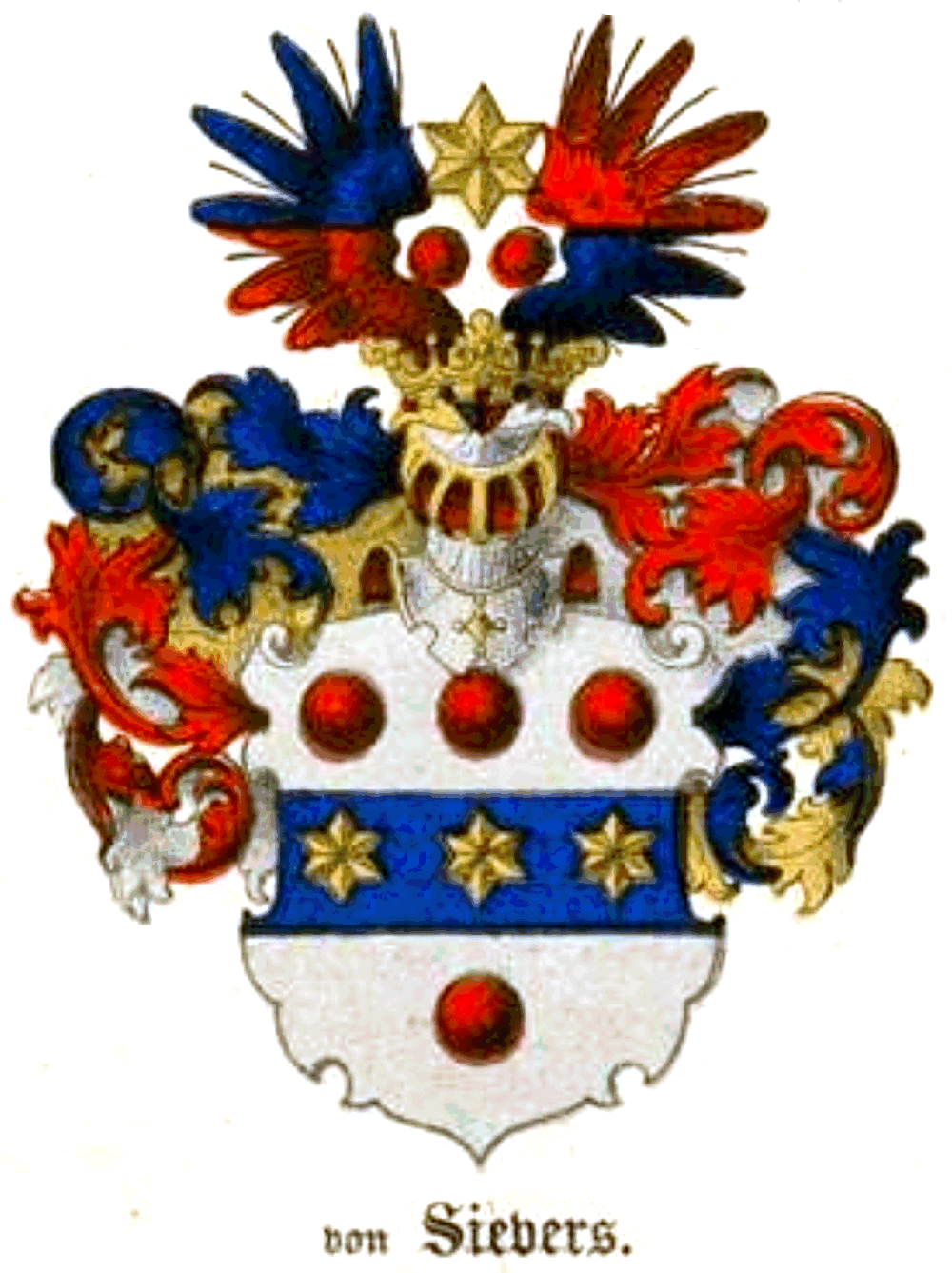
Baltiska ätten von Sievers.

von Sivers (även Sievers) är namnet på flera adelsätter som inte är släkt med varandra eller vars släktskap inte är tydligt dokumenterade.
- Holsteinsk uradel
- Baltiska adelsätten Sivers, grundad av Peter Sivers (1674-1740)
- Hertig de Sievers Jean Lannes (1769-1809)

En gren till en av släkterna är bosatt i Sverige. Den svenska grenen är inte naturaliserad adel i Sverige.

## Riddare, baroner och grevar von Sievers

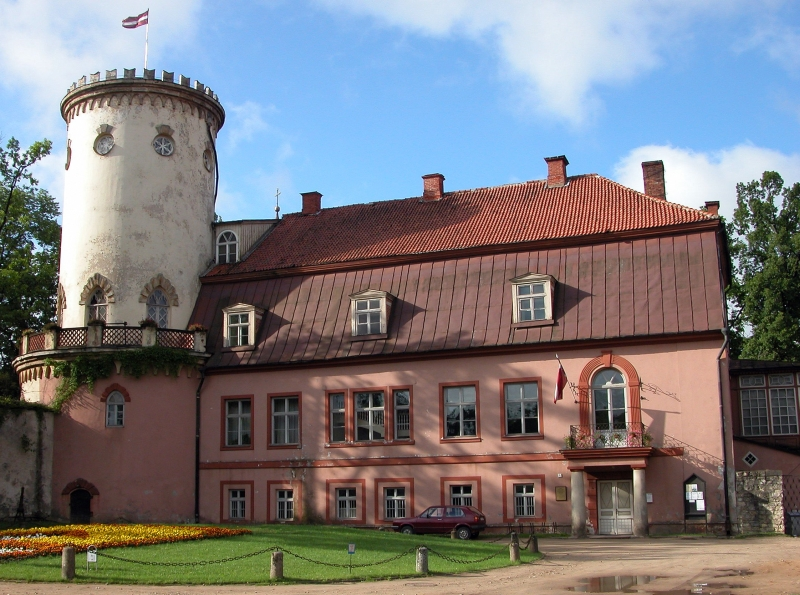
Wendens slott, grevarna von Sievers släktgods fram till 1920.

Följande paragraf omfattar endast ättlingar till bröderna Peter Christian och Joachim Johan von Sievers, som räknades till den ryska adeln senast 1725 på grund av sina officersgrader i den svenska armén.
Sievers är bland annat namnet på en aristokratisk tysk-baltisk familj som huvudsakligen var baserad i det som idag är Lettland, Estland och Ryssland.  Senare bosatte sig delar av familjen även i Holstein, Frankrike och Kroatien. Familjen härstammade ursprungligen från Holstein och dess medlemmar kom till Baltikum genom svensk militärtjänst. Johann von Sievers gifte sig 1663 med Catharina von Husen, dotter till borgmästaren i Hapsal Christian von Husen. Det finns mer detaljerade uppgifter om hans två söner Peter Christian (1671–1729, svensk major) och Joachim Johann (1674–1752, svensk kapten). Joachim Johann förlorade sin herrgård Satzo i Stora nordiska kriget och flyttade till Finland. Hans sju söner från två äktenskap inträdde i rysk (ibland även holsteinsk) tjänst och förvärvade under de närmaste decennierna omfattande egendom i Baltikum och Ryssland. Mellan åren 1745 och 1798 upphöjdes delar av familjen till friherrlig eller grevlig värdighet. Från 1700-talet och framåt uppnådde grevarna av Sievers stort politiskt inflytande i Ryska imperiet.  Deras gods ansågs vara ett kulturellt och vetenskapligt centrum i Livland. De ryska grevarnas gren hade sitt stamgods vid Wendens slott (idag Cēsis i Lettland) och de tyska kejsargrevarnas gren m.fl. i St Petersburg och Moskva. Ättlingar till den adliga familjen bor nu i Lettland och Ryssland under vanliga namn.

### Upphöjningar

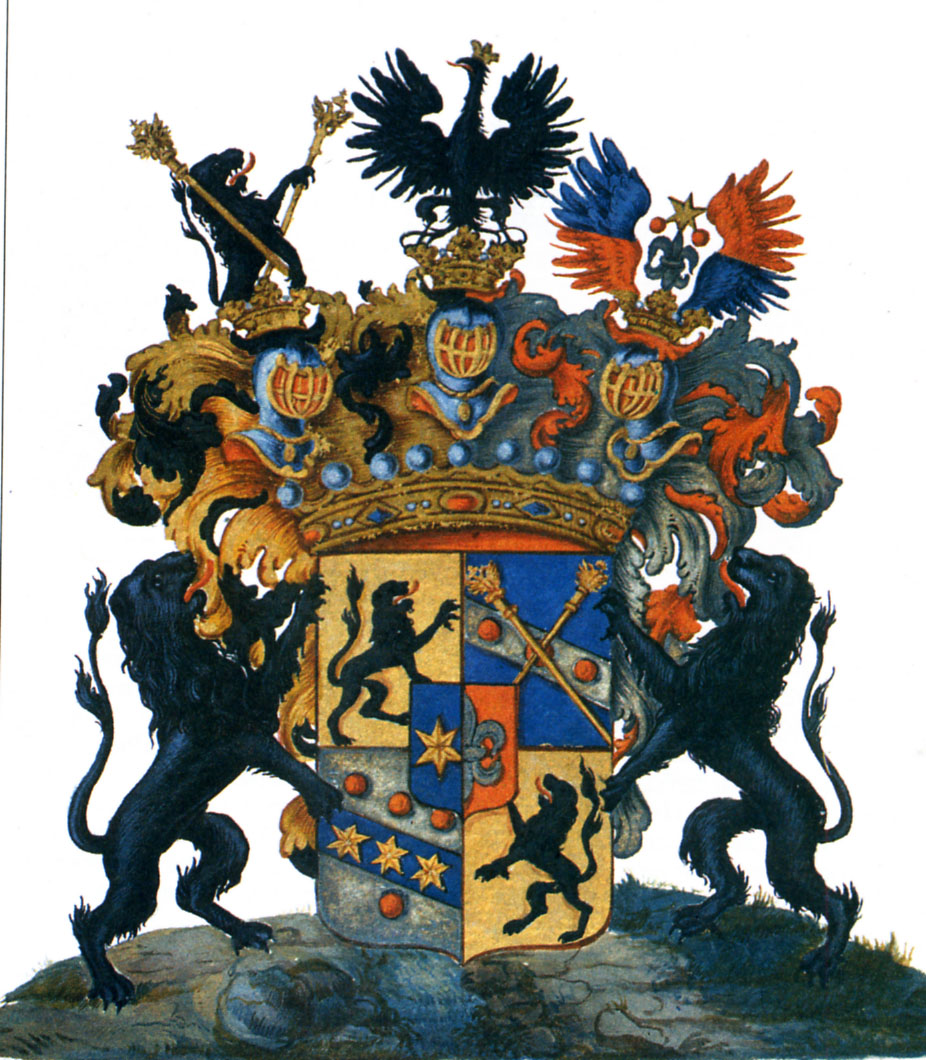
Vapen för grevliga ätten von Sievers.

- Vapen för grevliga ätten von Sievers.Karl von Sievers (1710–1775) upphöjdes av kurfurst August III av Sachsen. År 1745 upphöjdes han till rang av kejserlig baron som kejserlig kyrkoherde och befordrades slutligen till rang av tysk kejserlig greve den 15 februari 1760 som kejserlig rysk generallöjtnant och hovmarskalk med den officiella titeln "Hög- och välborne" och en förbättring av vapenskölden.  Han hade tre söner, varav en fortsatte svärdssidan.
- 1798 upphöjdes bröderna Jacob Johann, Peter och Karl E. till ryska grevar av tsar Paul I. Peter och Karl hade flera söner vardera.

## I Sverige
Erik von Sivers var överstelöjtnant i svensk tjänst under Trettioåriga kriget och avled 1651 i Westfalen. Han förde i sitt vapen tre sexuddiga stjärnor av silver i blått fält och på hjälmen tre vita rosor eller liljor.
Hans son Henric Jacob Sivers (1709-1758) kom från Lübeck då han 1735 blev kyrkoherde i tyska församlingen i Norrköping. Han blev senare hovpredikant och kyrkoherde i Tryserums socken. Han först gift med Anna Maria Ascania 1737 (1714-1738) med vilken han fick den senare berömde polismästaren Nils Henric Sivers, som 1786 adlades Liljensparre. 
Han gifte sig andra gången med Maria Margareta Rising år 1739 (född 1713), från vilken han blev skild samma år. Han gifte sig för tredje gången Helena Retzia (1714-1799) med vilken han fick fyra pojkar och tre flickor, från vilka den svenska grenen härstammar.
Den 31 december 2023 fanns enligt Skatteverket 95 personer i Sverige med efternamnet von Sivers.